# Akihabara

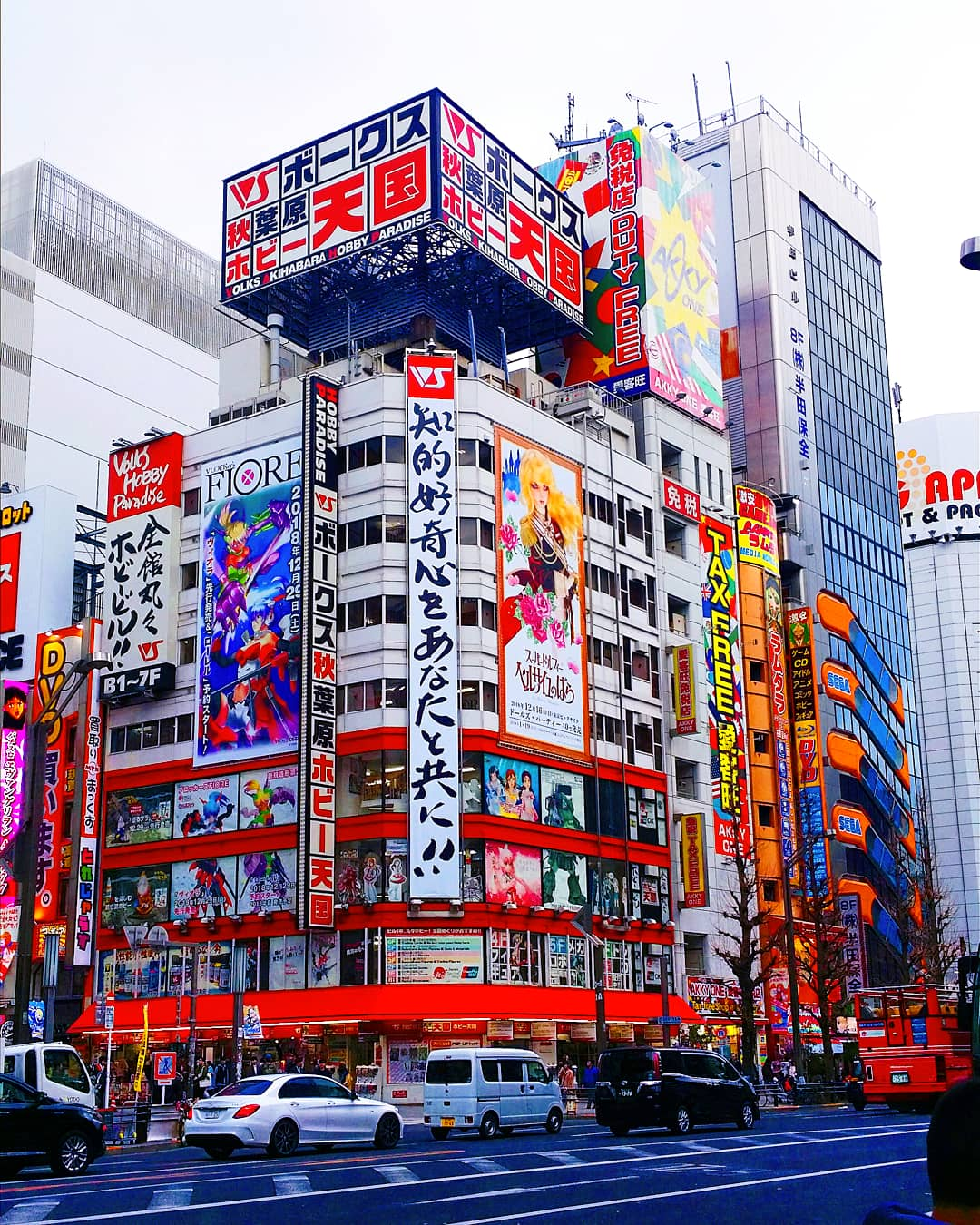
Boutique de loisirs à Akihabara au printemps 2019.

Akihabara (秋葉原) est un quartier de Tokyo situé à cheval sur les arrondissements de Chiyoda et de Taitō. Il est célèbre pour ses très nombreuses boutiques d'électronique et pour les mangas qui s'y trouvent. Il est connu dans le monde sous le nom de Akihabara Electric Town (秋葉原電気街, Akihabara denki-gai). Le centre de ce quartier est la gare d'Akihabara.

## Histoire
Après un terrible incendie qui dévasta une grande partie de Tokyo en 1870, les autorités décidèrent de créer une zone défrichée au nord-est du palais impérial pour le protéger d'un nouveau risque d'incendie. On y construisit un sanctuaire dédié à une divinité protégeant les hommes contre le feu. Au fil du temps, cette vaste zone inhabitée finit par être envahie par les arbres et à l'automne, elle fut bientôt recouverte de feuilles mortes qui lui donnèrent son nom de « champ de feuilles d'automne » (Akiba-no-hara)

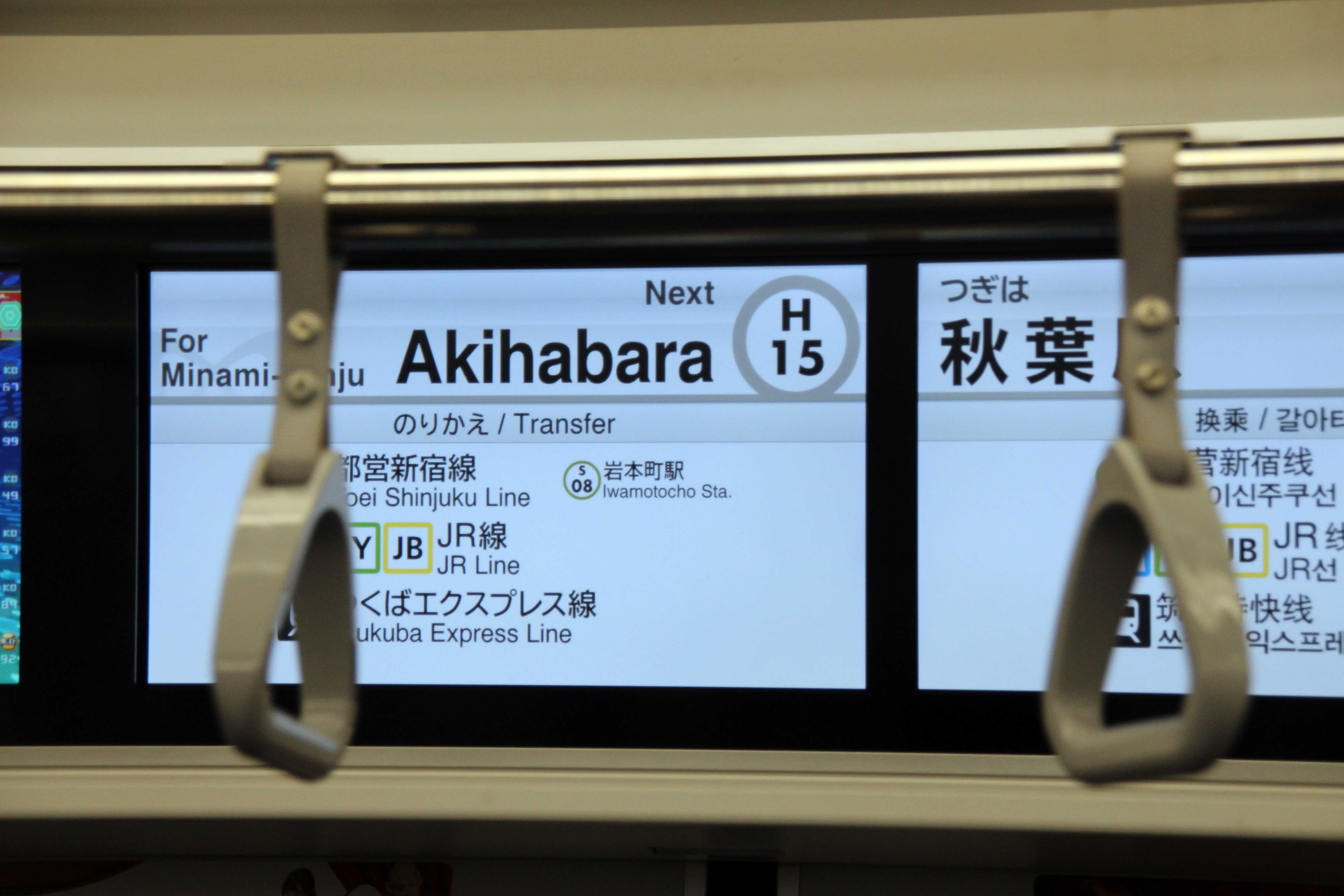
Indication de direction vue d'une rame de métro.

La construction d'une station de métro sur ce site en 1890 lui permit finalement de se développer. Le quartier, détruit pendant la Seconde Guerre mondiale, fut par la suite investi par des étudiants des environs qui s'installèrent à même la rue ou dans de petites échoppes pour vendre des radios et autres appareils électriques qu'ils façonnaient avec les surplus que l'armée leur bradait.
Ainsi naquit le marché de l'électronique, qui ne cessa de croître, grâce notamment au boom de l'électroménager des années 1960, puis de l'informatique dans les années 1980.
Les trois kanji (caractères japonais d'origine chinoise) qui composent le nom de Akiba-no-hara peuvent aussi se lire Akihabara. C'est cette dernière lecture, plus courte, qui s'imposa dès le début du siècle — les habitués l'appellent aussi Akiba.
Le quartier a également connu une triste notoriété à l'international en juin 2008, lorsqu'un déséquilibré a blessé dix-sept personnes, dont sept mortellement, dans l'arrondissement de Chiyoda. Cet événement est connu sous le nom de massacre d'Akihabara.

## Aujourd'hui

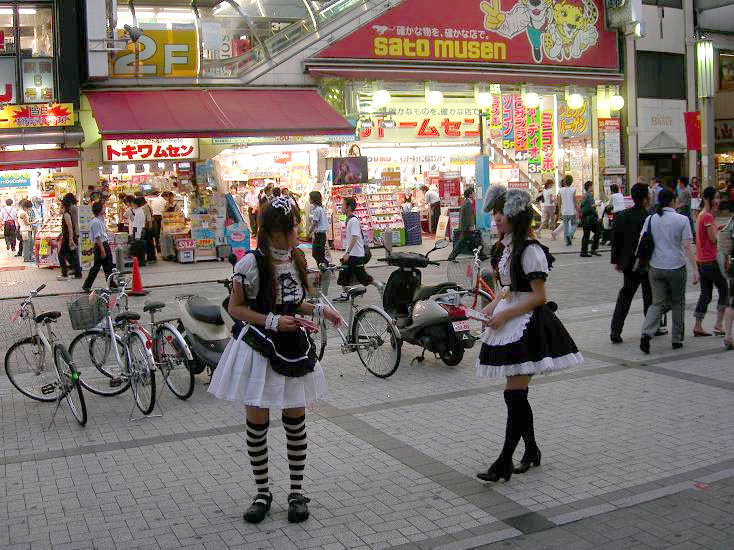
Maids faisant la promotion de Maid Cafés dans les rues d'Akihabara.

Le succès d'Akihabara tient dans le fait que jusqu'à présent, il a réussi à faire cohabiter de toutes petites boutiques ultraspécialisées aux côtés des « supermarchés » de l'électronique grand public. Cependant, depuis quelques années, les grandes enseignes de l'électronique japonaise (Laox, Sofmap (en), voire Yodobashi Camera et Yamada Denki) rachètent les petits magasins en difficulté pour en faire des annexes des leurs.
Dans les petites boutiques situées dans les marchés couverts, ou les ruelles étroites, on peut trouver tout un tas de pièces détachées et d'accessoires allant de la guirlande électrique au matériel de surveillance vidéo, en passant par toutes sortes de composants électroniques et autres multiprises.
Les grands magasins sont, quant à eux, les rois de l'électroménager dernier cri, de la téléphonie mobile, des ordinateurs et des jeux vidéo. Sur les grands axes, on trouve aussi des grands magasins qui vendent des produits hors taxes pour les touristes. On peut même y trouver, à bon prix, des produits japonais destinés au marché français. Le quartier contient également le bâtiment Akihabara Radio Kaikan, ce dernier est l’un des monuments les plus connus du district.

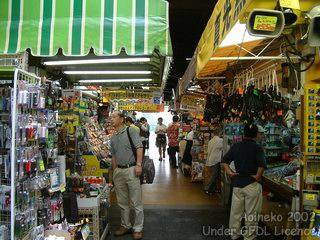
Boutiques d'un marché couvert.

Au début des années 2000, de plus en plus de magasins de manga ou d'animé prennent la place de magasins d'électronique. Shinjuku-ouest prend progressivement de l'importance comme quartier de l'électronique grand public, tandis qu'Akihabara est de plus en plus destiné aux passionnés et otakus,.
On peut remarquer dans les maid cafés des maids, serveuses « à la mode manga », et dans la rue des émules d'AKB48, le célèbre groupe d'idoles établi à Akihabara. Le quartier compte également de nombreuses boutiques de jeux vidéo anciens comme Super Potato.